# Vincent (Jura)
Vincent ist eine Ortschaft in der französischen Gemeinde Vincent-Froideville und eine ehemalige Gemeinde mit zuletzt 317 Einwohnern (Stand 2013) im Département Jura in der Region Bourgogne-Franche-Comté. Sie gehörte zum Arrondissement Lons-le-Saunier und zum Kanton Bletterans. 
Sie wurde mit Wirkung vom 1. April 2016 mit Froideville zur Commune nouvelle Vincent-Froideville zusammengelegt. Die Nachbarorte sind Froideville im Norden, Lombard im Osten, Ruffey-sur-Seille im Süden und Commenailles und Desnes im Westen.

## Bevölkerungsentwicklung

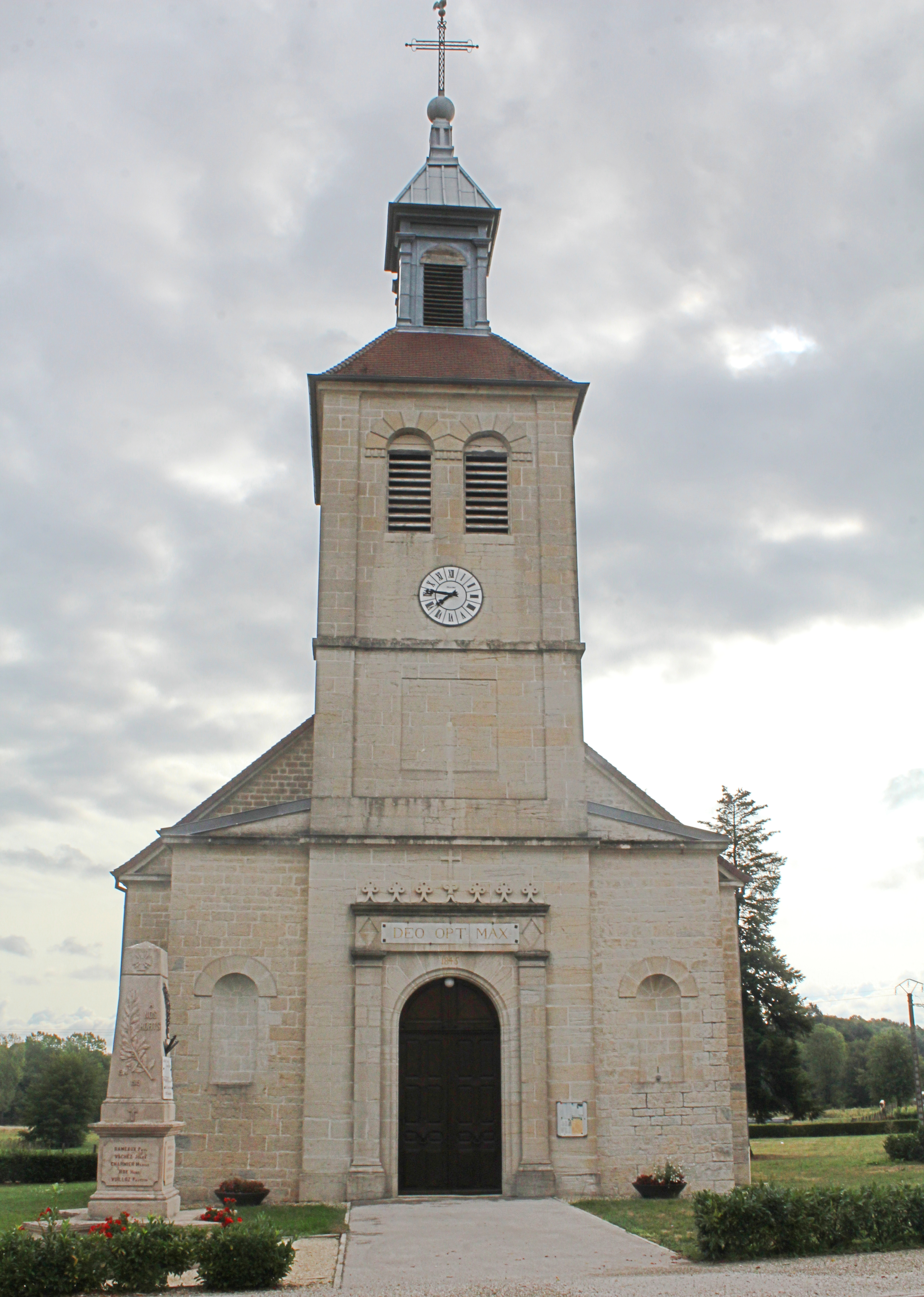
Kirche Sainte-Agnès

| 1962 | 1968 | 1975 | 1982 | 1990 | 1999 | 2008 | 2013 |
| ---- | ---- | ---- | ---- | ---- | ---- | ---- | ---- |
| 214  | 192  | 169  | 163  | 203  | 226  | 323  | 317  |